# HFK Přerov
HFK Přerov – czeski klub piłkarski z siedzibą w hanackim mieście Przerów, działający 1951–2000, grający niegdyś w drugiej lidze czeskiej.

## Historia
Klub został założony w 1929. Za czasów istnienia Czechosłowacji największym sukcesem klubu była gra w trzeciej lidze czechosłowackiej (1953, 1960-1964 i 1978-1989). Po rozpadzie Czechosłowacji grał w Moravskoslezskej fotbalovej lidze. W 1996 awansował do drugiej ligi czeskiej. Grał w niej przez trzy sezony i spadł z niej w sezonie 1998/1999. W 2000 klub został rozwiązany.

## Historyczne nazwy
- 1951 – Spartak Přerov
- 1953 – DSO Spartak Přerov (Dobrovolná sportovní organizace Spartak Přerov)
- TJ Spartak PS Přerov (Tělovýchovná jednota Spartak Přerovské strojírny Přerov)
- 1993 – FK PS Přerov (Fotbalový klub Přerovské strojírny Přerov)
- 1995 – fuzja z FK LMCH LET Přerov, nazwa niezmieniona
- 1996 – fuzja z FC Alfa Slušovice, nazwa niezmieniona
- 1997 – FK Hanácká kyselka Přerov (Fotbalový klub Hanácká kyselka Přerov)
- 1999 – HFK Přerov (Hanácký fotbalový klub Přerov)

## Stadion
Domowe mecze klub rozgrywał na stadionie o nazwie Městský stadion Přerov, położonym w mieście Przerów. Stadion mógł pomieścić 3 tys. widzów.